# Ewa gotuje
Ewa gotuje – polski program kulinarny emitowany na antenie Polsatu od 22 grudnia 2007, jako pierwszy polski magazyn kulinarny realizowany w prywatnej kuchni prowadzącej, Ewy Wachowicz. Od 2023 roku do Ewy Wachowicz dołączył także (okazjonalnie) Mateusz Gessler.
Czołówka programu miała do tej pory 8 wersji: drugiej po raz pierwszy użyto 11 września 2010, trzeciej – 1 września 2012, czwartej – 6 września 2014, piątej – 7 marca 2015, szóstej – 15 kwietnia 2017, siódmej - 16 grudnia 2023, ósmej - 7 września 2024. 
Setny odcinek programu pokazano wiosną 2010 roku, dwusetny 9 listopada 2013, trzechsetny 15 kwietnia 2017, czterechsetny 10 października 2020, a pięćsetny 16 grudnia 2023.

## Emisja w telewizji
| Pierwsza emisja telewizyjna (Polsat) | Pierwsza emisja telewizyjna (Polsat) | Pierwsza emisja telewizyjna (Polsat) | Pierwsza emisja telewizyjna (Polsat) |
| Sezon telewizyjny                    | Odcinki                              | Początek emisji                      | Koniec emisji                        |
| ------------------------------------ | ------------------------------------ | ------------------------------------ | ------------------------------------ |
| zima 2008–wiosna 2008                | 1–27 (27)                            | 23 grudnia 2007                      | 28 czerwca 2008                      |
| 2008/2009                            | 28–68 (41)                           | 6 września 2008                      | 20 czerwca 2009                      |
| 2009/2010                            | 69–105 (37)                          | 5 września 2009                      | 12 czerwca 2010                      |
| jesień 2010                          | 106–120 (15)                         | 11 września 2010                     | 1 stycznia 2011                      |
| wiosna 2011                          | 121–132 (12)                         | 5 marca 2011                         | 21 maja 2011                         |
| jesień 2011                          | 133–148 (16)                         | 3 września 2011                      | 31 grudnia 2011                      |
| wiosna 2012                          | 149–161 (13)                         | 10 marca 2012                        | 26 maja 2012                         |
| jesień 2012                          | 162–177 (16)                         | 1 września 2012                      | 22 grudnia 2012                      |
| wiosna 2013                          | 178–190 (13)                         | 2 marca 2013                         | 25 maja 2013                         |
| jesień 2013                          | 191–206 (16)                         | 7 września 2013                      | 21 grudnia 2013                      |
| wiosna 2014                          | 207–219 (13)                         | 1 marca 2014                         | 24 maja 2014                         |
| jesień 2014                          | 220–235 (16)                         | 6 września 2014                      | 20 grudnia 2014                      |
| wiosna 2015                          | 236–248 (13)                         | 7 marca 2015                         | 30 maja 2015                         |
| jesień 2015                          | 249–264 (16)                         | 5 września 2015                      | 19 grudnia 2015                      |
| wiosna 2016                          | 265–277 (13)                         | 5 marca 2016                         | 28 maja 2016                         |
| jesień 2016                          | 278–293 (16)                         | 3 września 2016                      | 17 grudnia 2016                      |
| wiosna 2017                          | 294–306 (13)                         | 4 marca 2017                         | 27 maja 2017                         |
| jesień 2017                          | 307–322 (16)                         | 9 września 2017                      | 23 grudnia 2017                      |
| wiosna 2018                          | 323–335 (13)                         | 3 marca 2018                         | 26 maja 2018                         |
| jesień 2018                          | 336–351 (16)                         | 1 września 2018                      | 15 grudnia 2018                      |
| wiosna 2019                          | 352–364 (13)                         | 2 marca 2019                         | 25 maja 2019                         |
| jesień 2019                          | 365–381 (17)                         | 7 września 2019                      | 28 grudnia 2019                      |
| wiosna 2020                          | 382–394 (13)                         | 7 marca 2020                         | 30 maja 2020                         |
| jesień 2020                          | 395–411 (17)                         | 5 września 2020                      | 26 grudnia 2020                      |
| wiosna 2021                          | 412–424 (13)                         | 6 marca 2021                         | 29 maja 2021                         |
| jesień 2021                          | 425–441 (17)                         | 4 września 2021                      | 25 grudnia 2021                      |
| wiosna 2022                          | 442–454 (13)                         | 5 marca 2022                         | 28 maja 2022                         |
| jesień 2022                          | 455–471 (17)                         | 3 września 2022                      | 24 grudnia 2022                      |
| wiosna 2023                          | 472–484 (13)                         | 4 marca 2023                         | 27 maja 2023                         |
| jesień 2023                          | 485–501 (17)                         | 2 września 2023                      | 23 grudnia 2023                      |
| wiosna 2024                          | 502–514 (13)                         | 2 marca 2024                         | 25 maja 2024                         |
| jesień 2024                          | 515-531 (17)                         | 7 września 2024                      | 28 grudnia 2024                      |
| wiosna 2025                          | 532-? (?)                            |                                      |                                      |
| jesień 2025                          | ? (16)                               | 6 września 2025                      |                                      |